# Tausend und eine Nacht
Tausend und eine Nacht (Mille et une nuits) est une valse de Johann Strauss II (op. 346). L'œuvre est composée en 1871 et créée le 12 mars de la même année sous la direction d'e son frère Eduard dans la salle de concert de la Musikverein.

## Histoire
Le compositeur compose l'œuvre sur la base de motifs de l'opérette Indigo und die 40 Räuber. Celle-ci rejoint une série d'œuvres (opus numéros 343, 344, 345, 347, 348, 349, 350 et 351) qui reprennent tous les thèmes de cette opérette.

## Durée
Sa durée d'exécution est d'environ 8 à 9 minutes. Elle peut varier selon l'interprétation musicale du chef d'orchestre.

## Postérité
La pièce est jouée lors du célèbre concert du nouvel an à Vienne : en 1949 (Clemens Kraus) ; 1962 et 1970 (Willi Boskovsky) ;1992 (Carlos Kleiber) ; 2005 (Lorin Maazel) ; 2017 (Gustavo Dudamel) ; 2022 (Daniel Barenboïm).